# Air Products & Chemicals
Air Products & Chemicals, Inc., (NYSE: APD), är ett amerikanskt globalt kemiskt bolag som producerar industriella gaser och kemikalier till industrikunder inom en rad olika branscher.